# 翁大中
翁大中（1638年10月13日—1706年4月7日），字林一，號靜庵，直隸蘇州府常熟縣人，清朝政治人物。

## 生平
康熙十六年（1677年）丁巳科順天鄉試舉人，三十六年（1697年）丁丑科二甲第三十名進士。授上杭縣知縣，四十一年（1702年）任壬午科福建鄉試同考官，四十五年（1706年）卒。